# جيم سايكس
جيم سايكس (بالإنجليزية: Jim Sykes)‏ هو صحفي أمريكي، ولد في 8 أبريل 1950 في رابيد سيتي في الولايات المتحدة.